# Pont Charles-Albert
Le pont Charles-Albert est un pont routier franchissant le Var dans le département des Alpes-Maritimes.